# Pinokkió kalandjai (könyv)
A Pinokkió kalandjai (Le avventure di Pinocchio) Carlo Collodi 1881-ben írt világhírű meseregénye.

## Keletkezése
1881-től a Giornale dei bambini című gyermekújság kezdte folytatásokban közölni a Storia di un burattino címmel (Egy bábu története) című művet, amelynek főhőse Pinokkió, egy életre kelt fabábu.
Már az első részektől óriási sikert aratott, és hamar népszerűvé tette alkotóját, bár az egyház eleinte felemelte szavát a mese ellen, mondván a lázadás szellemét közvetíti a gyanútlan ifjú olvasók felé.
1883-ban könyv alakban is megjelent Pinokkió kalandjai címmel, Enrico Mazzanti illusztrációival. 1892-ben angolra is lefordították, s a fabábu története megkezdte világhódító útját. Minderről azonban már Collodi mit sem tudott, 1890. október 26-án szülővárosában, Firenzében meghalt.

## Történet

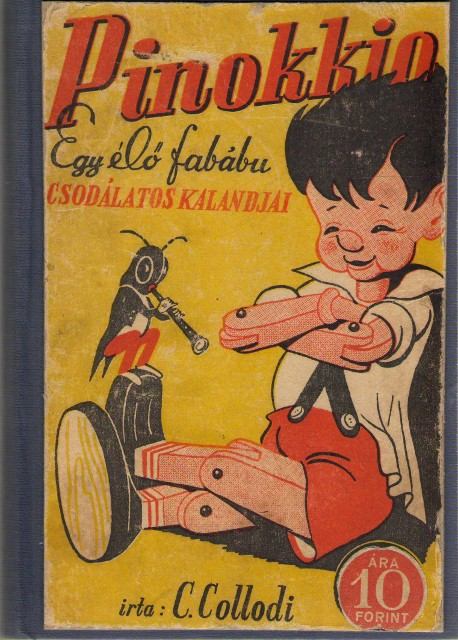
A mese 1940-es magyar kiadásának könyvborítója

Pinokkió, egy életre kelt fajáték amit egy Dzsepettó nevű öregember faragott. A bábu sok kalandon átmegy, elszökik apjától, Dzsepettótól, rablók kezére került, bebörtönzik, iskolába megy – többek között –, szamárrá változik, felfalja egy cetcápa. Ám végül megérti, hogy miért kell dolgoznia, tanulnia, hogyan kell szeretnie. Pinokkió ahányszor hazudott, mindig nőtt az orra.

## Aranykulcsocska
Az 1936-ban Alekszej Tolsztoj Aranykulcsocska című története újrameséli az olasz fabábu történetét. Ennek nyomán Alekszandr Lukics Ptusko játékfilmet készített, amit 1939-ben mutattak be.
Az orosz átirat magyar fordításai
- Aranykulcsocska, vagy Burattino kalandjai; ford. Kerekes Elza; Kárpátontúli Területi Kiadó, Uzshorod, 1956
- Aranykulcsocska; Alekszej Tolsztoj meséjét átköltötte Gordana Maletić, ford. Fehér Tamás, ill. Ana Grigorjev; Alexandra, Pécs, 2016

## Diafilmváltozat
Magyarországon 1981-ben Carlo Collodi meséje Rónay György átdolgozása és fordítása alapján jelent meg egy 45 normál kockából álló színes diatekercsen, Pinokkió kalandjai címen. A diafilmet Mizser Lajos szerkesztette, Andó Mária rajzolta.

## Színpadi adaptáció
2023. május 12-én a dunaújvárosi Bartók Kamaraszínház és Művészetek Háza mutatta be Pinokkió címmel, Carlo Collodi alapművének zenés adaptációját. Sediánszky Nóra és Horváth Illés az eredeti forráshoz, a regényhez nyúltak vissza (nem pedig az ismert Pinokkió Disney-filmhez), annak a világát, helyenként kimondottan morózus hangulatait is felvállalva állították színpadra a történetet. Kifejezetten a dél-olasz, szegény halászfalvak és városok hangulatát idézi nagy fantáziával fűszerezve, a varázslatos helyszínek, történetek és karakterek, különféle állatok megjelenítésével. Az adaptációnak sajátossága még, hogy műfaji besorolása családi musical, amely dalait és zenei betéteit Zságer Varga Ákos szerezte. Ugyanebben az évben mutatták be a Vígszínházban a Pinokkió című musicalt, melyet a Kossuth-díjasPresser Gábor és Sztevanovity Dusán szerzett, és Keresztes Tamás rendezett.  A szereplők között Halász Judit, Igó Éva, Kern András Dino Benjamin, Borbiczki Ferenc, Majsai-Nyilas Tünde, Hegyi Barbara, Waskovics Andrea, Méhes László és Seres Zoltán is megtalálható.

## Magyar fordításai
- Tuskó Matyi kalandjai szárazon és vizen. Collodi "Pinocchió"-ja után; átdolg. Radó Antal; Lampel, Bp., 1907
- Fajankó. A fából faragott Paprikajancsi tanulságos és vidám históriája; átdolg. Czédly Károly; Vasárnap, Arad, 1928
- Pinokkio. Egy élő fabábú csodálatos kalandjai; ford. Balogh Barna, ill. Kolozsváry Sándor; Palladis, Bp., 1940
- Pinocchio kalandjai. Egy kis fabáb története; ford. Gáspár Miklós, ill. Faorzi F.; Nova, Bp., 1940
- Fajankó. Pinokkió. Le avventure di Pinocchio. Mesejáték Collodi regénye nyomán / Piroska és a farkas meg a három kismalac. Zenés mesejáték / Hófehérke és a hét törpe. Mesejáték; Walt Disney nyomán írta Lévay Endre, Lévay Anna, színpadra alkalmazta Lévay Anna; Testvériség-Egység, Újvidék, 1952 (Gyermekszínpad)
- Pinokkió kalandjai; ford., átdolg. Rónay György, ill. Szecskó Tamás; Móra, Bp., 1967
- Pinokkió. Carlo Collodi meséje nyomán; szöveg Kutiné Sahin-Tóth Katalin, Ligeti Róbert, rajz Sóti Klára; Minerva, Bp., 1984 (Olvass magadnak!)
- Olasz nyelvi olvasmányok 1-4. / Letture italiane. Fiabe e racconti. Le avventure di Pinocchio. Ultime notizie... / Olasz olvasmányok. Olasz mesék és elbeszélések. Pinokkió kalandjai. Legfrissebb hírek...; szerk., szövegvál., jegyz., szótár Móritz György; Tankönyvkiadó, Bp., 1984 (Idegen nyelvi kiskönyvtár)
- Pinokkió; szöveg, ill. Hirata Shogo, ford. Köteles Gyöngyi; Pesti Szalon, Bp., 1993 (A Pesti Szalon mesélő füzetei)
- Pinokkió / Pinocchio; szöveg Linda M. Jennings, rajz Peter Stevenson; Anno, Bp., 1999 (Kedvenc meséim)
- Pinocchio kalandjai. Egy bábu története; ford. Szénási Ferenc; Noran, Bp., 1999 (Kentaur könyvek)
- Carlo Collodi–Pierre Couronne: Pinokkió; szöveg Nagy Éva; Lilliput, Bp., 2002 (Klasszikus mesék)
- Pinokkió kalandjai; szöveg, rajz Berényi Nagy Péter; Panni-90 Kft., Békéscsaba, 2003
- Pinokkió kalandjai; szöveg Ilse Bintig, ford. Szabó Mária, ill. Oliver Regener; Ciceró, Bp., 2009 (Klasszikusok kisebbeknek)
- Pinokkió. Mese az őszinteségről; átdolg. Tom DeFalco, ford. Gordos Judit, ill. Tom Leigh; Reader's Digest, Bp., 2009 (Tanulságos történetek)
- Pinokkió; szöveg Ligeti Róbert, ill. Sóti Klára; Ligeti Róbert, Bp., 2010 (Olvass magadnak!)
- Pinokkió; átdolg. Ronne Randall, ford. Medgyesy Zsófia, ill. Claudia Venturini; Ventus Libro, Bp., 2013 (Világhíres mesék)
- Pinokkió. 2. szint; átdolg. Sara Torrico, ford. Sándor István, ill. Carmen Guerra; Napraforgó, Bp., 2015 (Olvass velünk!)
- Pinokkió kalandjai; ford. Tekei Erika, ill. Fekete Szabolcs, Molnár Anita, Roland, Bp., 2016 (Olvastad már?)